# فرودگاه بین‌المللی فرانسیسکو مندس
فرودگاه بین‌المللی فرانسیسکو مندس (به انگلیسی: Francisco Mendes International Airport) یک فرودگاه همگانی با کد یاتا RAI است . این فرودگاه در شهر پرایا کشور کیپ ورد قرار دارد .